# Four Letter Words
Four Letter Words is een Amerikaanse filmkomedie uit 2000, geregisseerd door Sean Baker, die hiermee zijn regiedebuut maakte. 

## Verhaallijn
De film gaat over een groep jonge mannen in de Verenigde Staten.